# Förstoringsglas

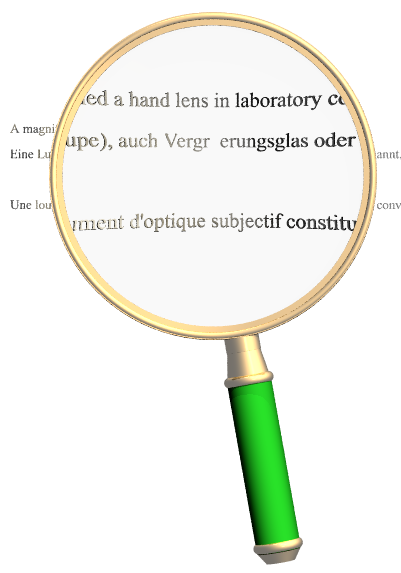
Text sedd genom förstoringsglas

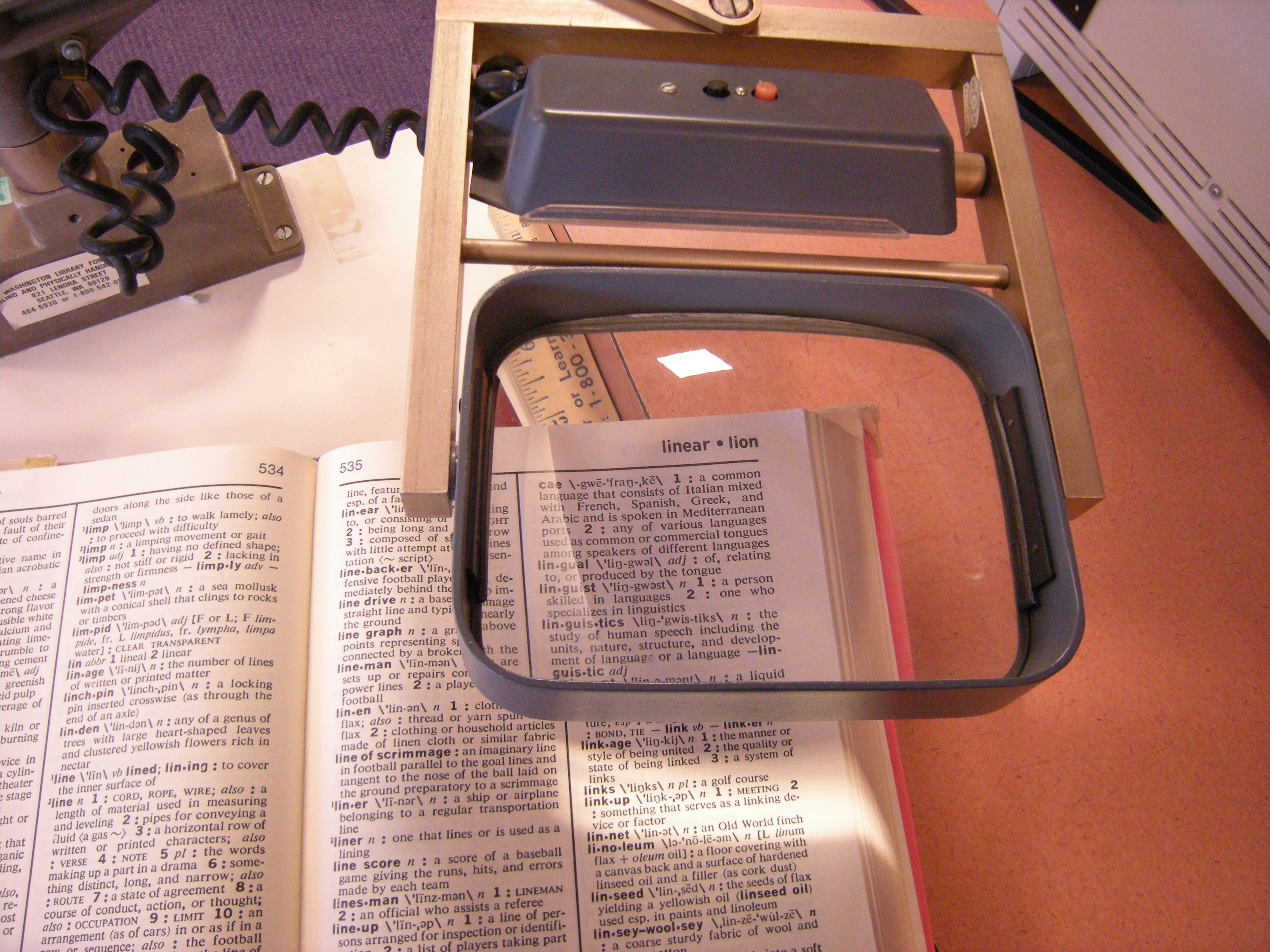
Förstoringsglas monterat i ställning med belysning

Förstoringsglas är enkla optiska instrument som utgörs av en konvex lins och används för att ge en större och tydligare bild av ett föremål. Förstoringsglaset har låg förstoringsgrad (2×–6×) men kan i gengäld täcka ett relativt stort område.
Förstoringsglaset skapar en förstorad virtuell bild av föremålet framför linsen under förutsättning att avtåndet till föremålet är mindre än linsens brännvidd.
Ofta är linsen monterad på någon form av ram. Antingen på ett handtag (se första bilden) eller på någon form av ställning (se andra bilden). Fördelen med en fast monterad ställning är att avståndet är konstant till de objekt som skall studeras. Ställningen kan vara flyttbar och försedd med belysning.
Personer med synfel kan ha nytta av ett förstoringsglas för att läsa liten text, exempelvis en innehållsförteckning. Det finns förstoringsglas där själva handtaget är vikbart så att det lätt går att ta med. 
Förstoringsglaset är även förknippat med filateli och historier om privatdetektiver (i synnerhet Sherlock Holmes).
Förstoringsglaset används ofta som symbol för en zoomfunktion. Dess symbol kan förekomma på en knapp på en elektrisk apparat, i ett datorprogram eller på en hemsida som visar kartor eller bilder.